# Túmulo do Papa Alexandre VII
O Túmulo do Papa Alexandre VII é um monumento escultural projetado e parcialmente executado pelo artista italiano Gian Lorenzo Bernini. Está localizado no transepto sul da Basílica de São Pedro, na Cidade do Vaticano. A obra foi encomendada pelo próprio Papa Alexandre VII. No entanto, a construção do monumento começou apenas em 1671 e foi completada em 1678, onze anos após a morte do Papa. Com 81 anos, este foi o último grande trabalho realizado por Bernini antes de sua morte, em 1680.

## Composição
O monumento é composto por seis figuras principais. No parte superior, o Alexandre está ajoelhado em oração. Abaixo, Bernini confeccionou quatro estátuas femininas em mármore branco que representam virtudes do Pontífice. Em primeiro plano, a caridade é representada à esquerda com uma criança em seus braços. Na direita está a estátua que representa a verdade, cujo pé repousa sobre um globo, mais precisamente sobre a Inglaterra, onde o Papa Alexandre se esforçou para controlar o crescimento do anglicanismo. Em segundo plano, na parte posterior do monumento, são representadas a prudência e a justiça. Abaixo de Alexandre, há a representação da figura da morte em bronze dourado, envolta em uma capa ondulante de jaspe siciliano. Ela levanta uma ampulheta, simbolizando a passagem do tempo. A ampulheta também é um símbolo artístico da expressão latina "memento mori", que pode ser traduzida como "lembrança da morte", ou "lembrar que irá morrer". O plinto da estátuas é preto, como sinal de luto pela morte do Papa. A extensa capa ondulante de jaspe siciliano escuro contrasta com as figuras de mármore branco.
Quando Bernini precisava de uma grande quantidade de matéria-prima para um trabalho não podia depender exclusivamente do mármore recuperado de edifícios antigos e, portanto, optava por utilizar também outros tipos de materiais. Dessa forma, escolheu o jaspe siciliano vermelho para esta obra. Entretanto, mesmo que essa decisão tenha se baseado em uma necessidade do artista, Bernini conseguiu, a partir dos diferentes materiais, desenvolver uma relação contrastante entre as figuras que compõem o monumento. O mármore branco, representando um sentimento mais puro em torno das estátuas do Papa e das quatro virtudes, contrasta com a expressão dramática da morte, destacada em dourado, dando ênfase ao seu significado.

## Execução
Desde o início de seu pontificado, Alexandre sabia que precisaria de um túmulo monumental para imortalizá-lo. Como seus predecessores, encomendou o monumento ao já célebre artista Gian Lorenzo Bernini. A primeira menção à obra no diário papal é de 9 de agosto de 1656. Após sua morte, o projeto foi coordenado e pago pelo sobrinho de Alexandre, o cardeal Flavio Chigi. Durante o papado de Clemente IX, a ideia era de que o túmulo fosse colocado no coro da Basílica de Santa Maria Maior. Entretanto, após a morte de Clemente, esta ideia foi abandonada e o projeto foi alterado para a Basílica de São Pedro. O túmulo deveria ser colocado em um local contendo uma porta no transepto sul. Bernini, então, destacou a estátua da morte dispondo-a pendurada ligeiramente sobre a porta, uma vez que não podia ser movida.
Bernini começou então a trabalhar no projeto do túmulo, tendo várias versões anteriores sobrevivido, estando preservados até hoje. Um projeto inicial, feito no estúdio do artista, está guardado na Biblioteca Real de Windsor. Dois outros pequenos esboços de argila foram preservados: um da estátua da caridade, no Instituto de Belas Artes, em Siena, e um do papa ajoelhado, no Museu Vitória e Alberto, em Londres.
O monumento foi confeccionado por Bernini juntamente com seus assistentes, tendo os últimos realizado a maior parte do trabalho sob supervisão direta do artista. Entre os assistentes estavam Giuseppe Mazzuoli, Lazzaro Morelli, Giulio Cartari, Michele Maglia e L. Balestri. Bernini, provavelmente, trabalhou mais intensamente na estátua do Papa. Conhecido por seus retratos esculturais, é provável que tenha sido ele quem executou os retoques finais no rosto de Alexandre.
A construção foi iniciada em dezembro de 1671, com modelos de argila e madeira do tamanho real do túmulo. O último pagamento registrado a Bernini data de 9 de abril de 1672. Após receber seu pagamento, enviou, em 23 de julho desse mesmo ano, seus desenhos para a pedreira especificando o tamanho dos blocos de mármore. Todavia, quando o túmulo estava quase concluído, o Papa Inocêncio XI solicitou que a nudez da estátua da verdade e os seios da estátua da caridade fossem vestidos. A última obra de Gian Lorenzo Bernini foi, finalmente, concluída e revelada em 1678.